# Плошко Йосип Касперович
Йосип (Юзеф) Плошко (пол. Józef Płoszko, азерб. İosef Ploşko; 1867—1931) — польський архітектор кінця XIX і початку XX століття, автор численних архітектурних проєктів у Баку.

## Біографія
Йосип Плошко народився в 1867 році. Навчався в Російській Імператорській академії мистецтв, але незабаром її залишив і вступив до Петербурзького інституту цивільних інженерів. Після його закінчення в 1895 році Плошко був відправлений до Києва. Пропрацювавши там два роки, він на запрошення іншого польського архітектора Йосипа Гославського переїхав до Баку і зайняв місце дільничного архітектора в будівельному відділенні Бакинської міської управи. Пізніше був головним міським архітектором Баку.

### Бакинський період життя

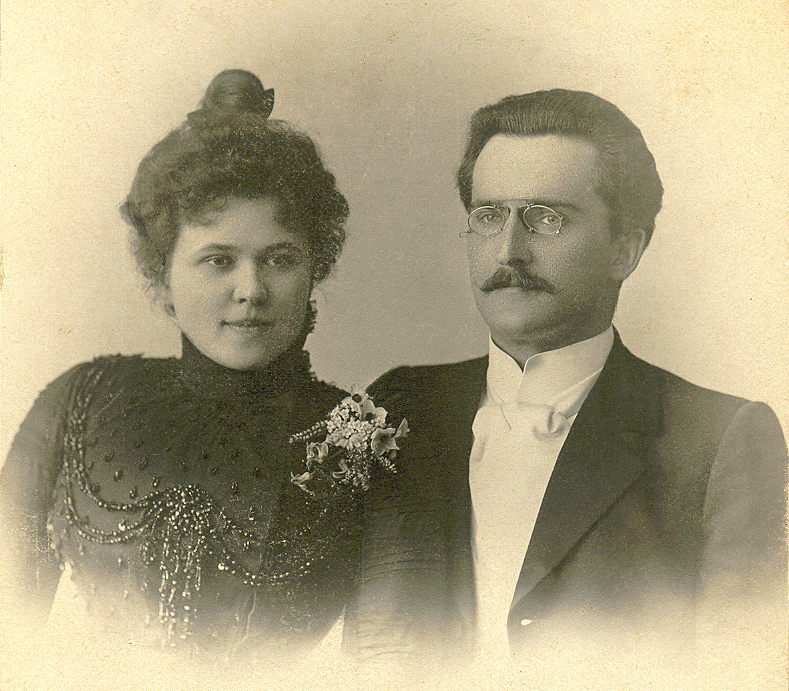
Йосип Плошко з дружиною Сабіною Владиславівною Плошко в Баку. 1903 рік

Плошко був наближеним архітектором мільйонера Муси Нагієва, але серед його замовників були також Муртуза Мухтаров, Нурі Амірасланов, родина польських багатіїв Рильських та інші. В 1907 році Муса Нагієв придбав ділянку в центрі міста на вулиці Миколаївській (нині вулиця Істіглаліят) і замовив архітектору Плошко громадсько-благодійну будівлю — в пам'ять про рано померлого сина. Це і була перша самостійна робота Плошко в Баку — монументального характеру «Ісмаілія», створена за зразком Палацу дожів у Венеції. Ця робота відразу й висунула його в перші ряди в архітектурному середовищі міста. Сьогодні в цій будівлі знаходиться президія Національної академії наук Азербайджану.

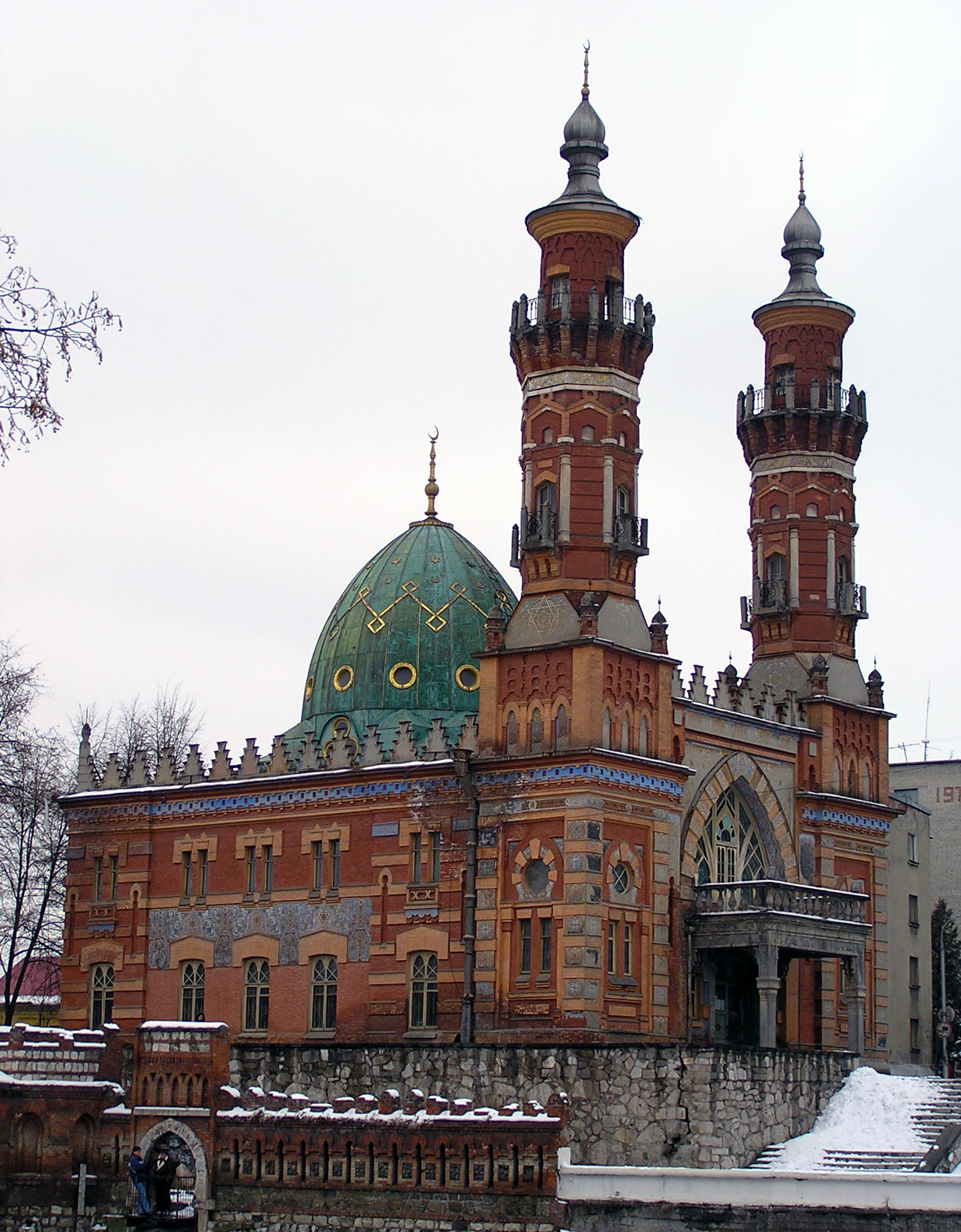
Мечеть Мухтарова в Владикавказі

Після цього Плошко керує будівництвом двох приватних будинків для Муси Нагієва в центрі Баку — житлові будинки на вул. Телефонній (нині вулиця 28 травня) і на вул. Торговій (нині вулиця Нізамі). Друге своє значне замовлення архітектор отримав від іншого відомого мільйонера — Муртузи Мухтарова — на будівництво мечеті під Владикавказом. Плошко грунтовно ознайомився з архітектурою ісламу на пам'ятках культового зодчества в Баку. Храм, завершений в 1908 році і названий «Мухтарівською мечеттю», був побудований на березі Терека і є красивою спорудою Владикавказа.
Після цієї мечеті пішли інші культові роботи. Плошко відновлює Джума-мечеть у місті Шамахи і проєктує католицький «польський костел» у Баку. Будівництво мечеті довести до кінця не вдалося через відсутність великих матеріальних засобів, але загальний обсяг споруди був закінчений без фланкуючих мінаретів і центрального купола (металевий каркас куполів був замовлений у Варшаві). В 1918 році під час громадянської війни мечеть значно постраждала.
В 1909 році Плошко розробляє проєкт католицького костелу Пресвятої Діви Марії в Баку, будівництво якого було завершено в 1912 році. Костел побудований на кошти, які пожертвувала родина польських промисловців Рильських і основоположник видобутку нафти на Каспію — Вітольд Згленицький. Костел побудований в готичному стилі, з використанням елементів польської готики, яка, на відміну від французької чи англійської, не мала особливої пишності й багатства декоративних форм. Будівля знаходилася в престижному районі Баку — на перетині вулиць Меркур'євській і Каспійській (нині пр. Азербайджану і Бейбутова). Костел був знесений в 30-ті роки XX століття.

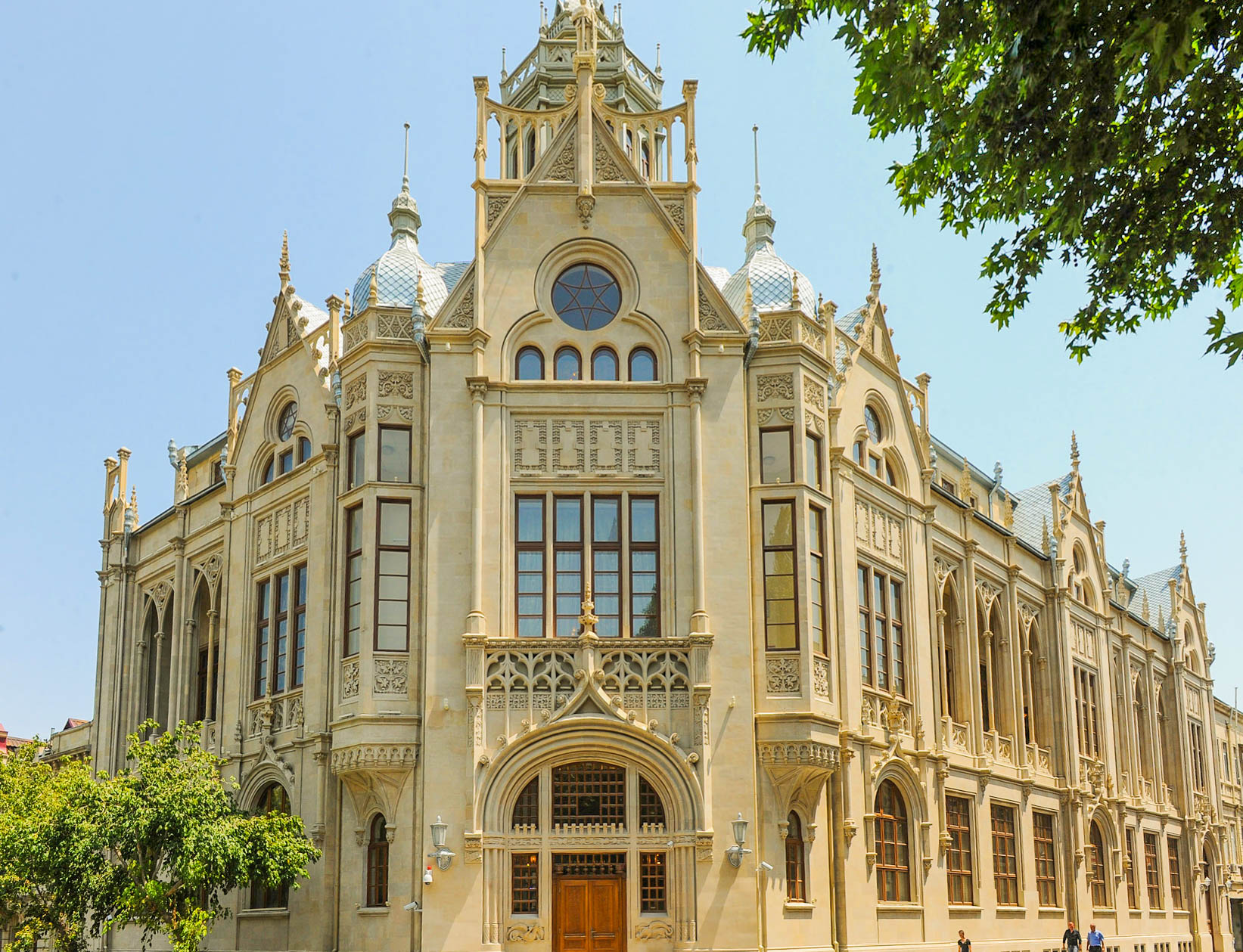
Палац Мухтарова у центрі Баку

В 1910 році за проєктом Плошко в Баку в стилі італійського ренесансу був побудований прибутковий будинок, що належав промисловцю Муртуза Мухтарову. Наступною роботою Плошко було зведення на замовлення Мухтарова «Палацу Мухтарова» у центрі Баку. Будівля палацу на вулиці Перській (нині вул. Мухтарова) постає перед глядачем у вигляді центральної кутової баштової частини, з фасадами, деталі яких філігранно виконані в дусі французької готики та з пишно прикрашеним порталом. Баштова частина завершується великою фігурою польського лицаря. Зараз у будівлі палацу, що вважається однією з кращих будівель того часу, розташовується Палац одружень.
Особняк Кербалаї Ісрафіла Гаджиєва на вул. Шемахинській (нині вулиця Джаббарли) побудований Плошком в 1910—1912 роках. Загальна композиція дуже динамічна і володіє рисами, властивими яскравому модерну. Після будівництва численних житлових будинків у стилі готики та модерну Плошко звернувся до місцевої архітектурної тематики. На замовлення братів Рильських побудовано чотириповерхову будівлю в Баку в місцевих національних традиціях — будинок на вул. Поліцейській (нині Мамедалієва). В 1919 році у цій будівлі розташовувалось перше польське дипломатичне представництво в Азербайджанській Демократичній Республіці на чолі зі Стефаном Рильським. На цій вулиці в 1900 році Плошко побудував також будинок зі скульптурами атлантів.

Останньою роботою Юзефа Плошко до Першої світової війни була семиповерхова будівля готелю «Нова Європа», виконана на замовлення Ага Муси Нагієва на вул. Горчаківській (нині вулиця Тагієва). Готель був обладнаний на найсучаснішому рівні того часу — чотири ліфти, санітарно-технічні прилади, парове опалення, прихована електропроводка. Несучими конструкціями був використаний залізобетон. Як і у всіх попередніх проєктах Плошко, фасад будівлі був облицьований місцевим вапняковим каменем аглай. Будівля готелю побудована в стилі конструктивізму.

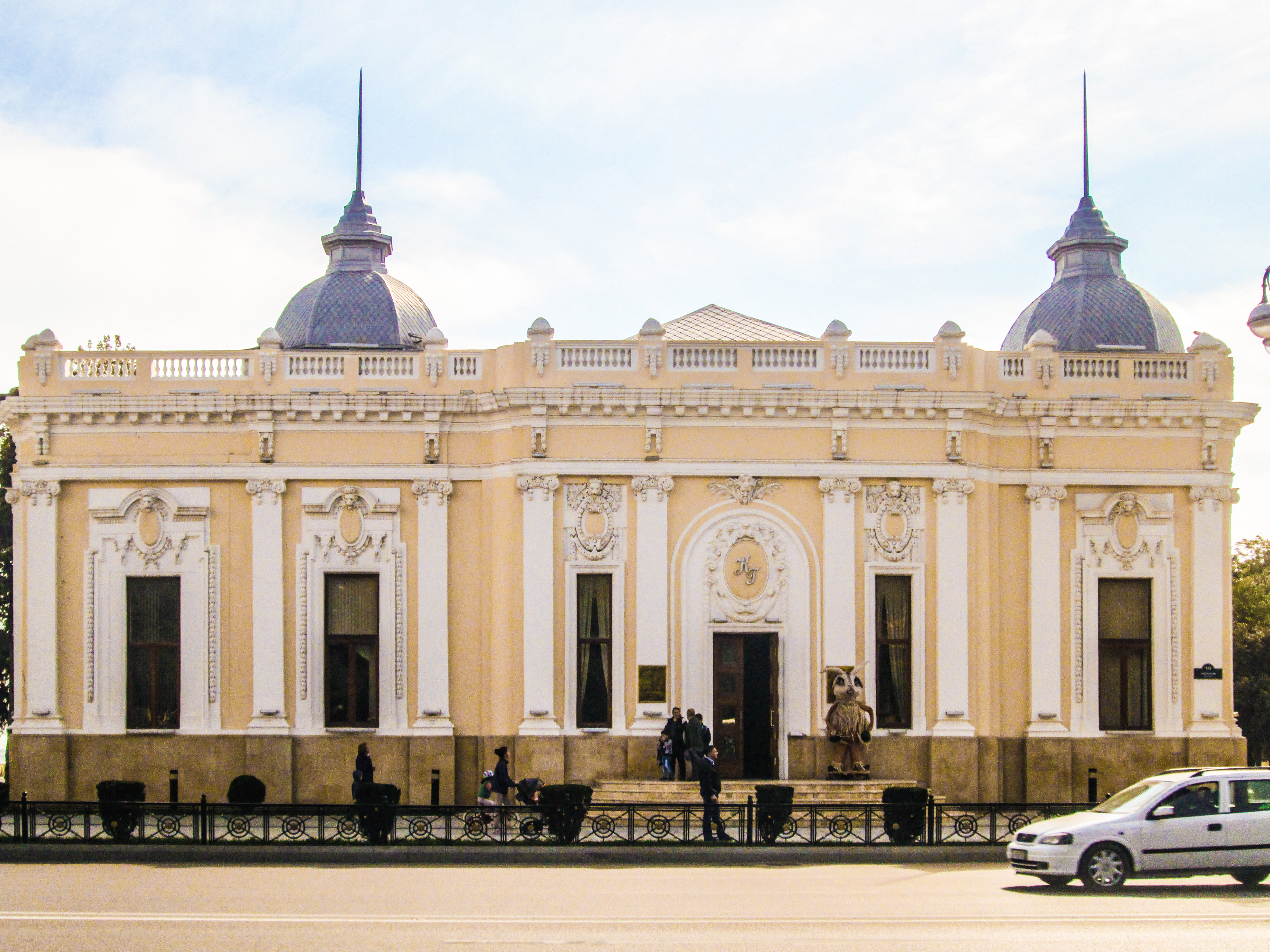
Будівля Лялькового театру, побудована в 1908 році
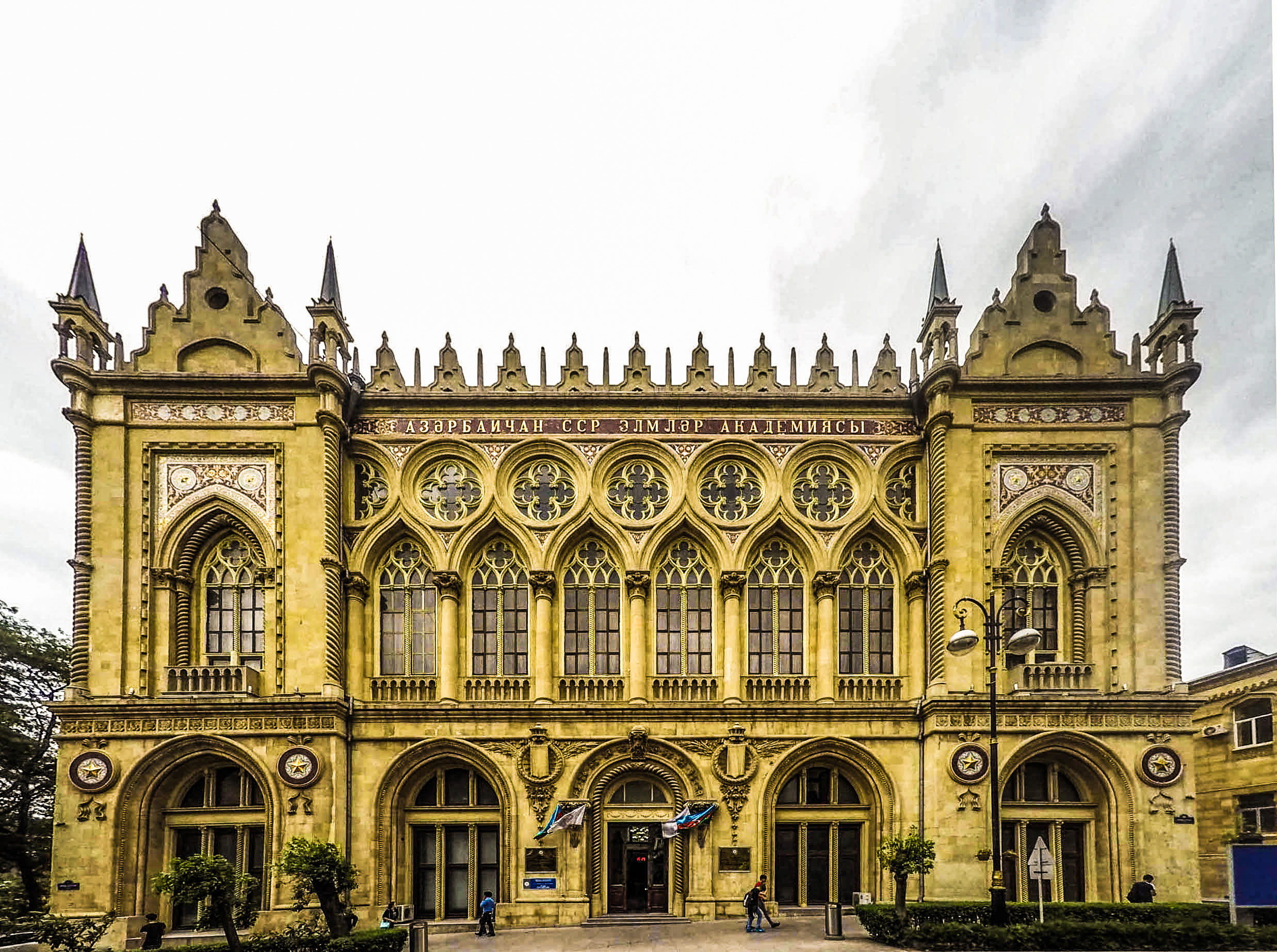
Палац Ісмаілія, побудований в 1913 році
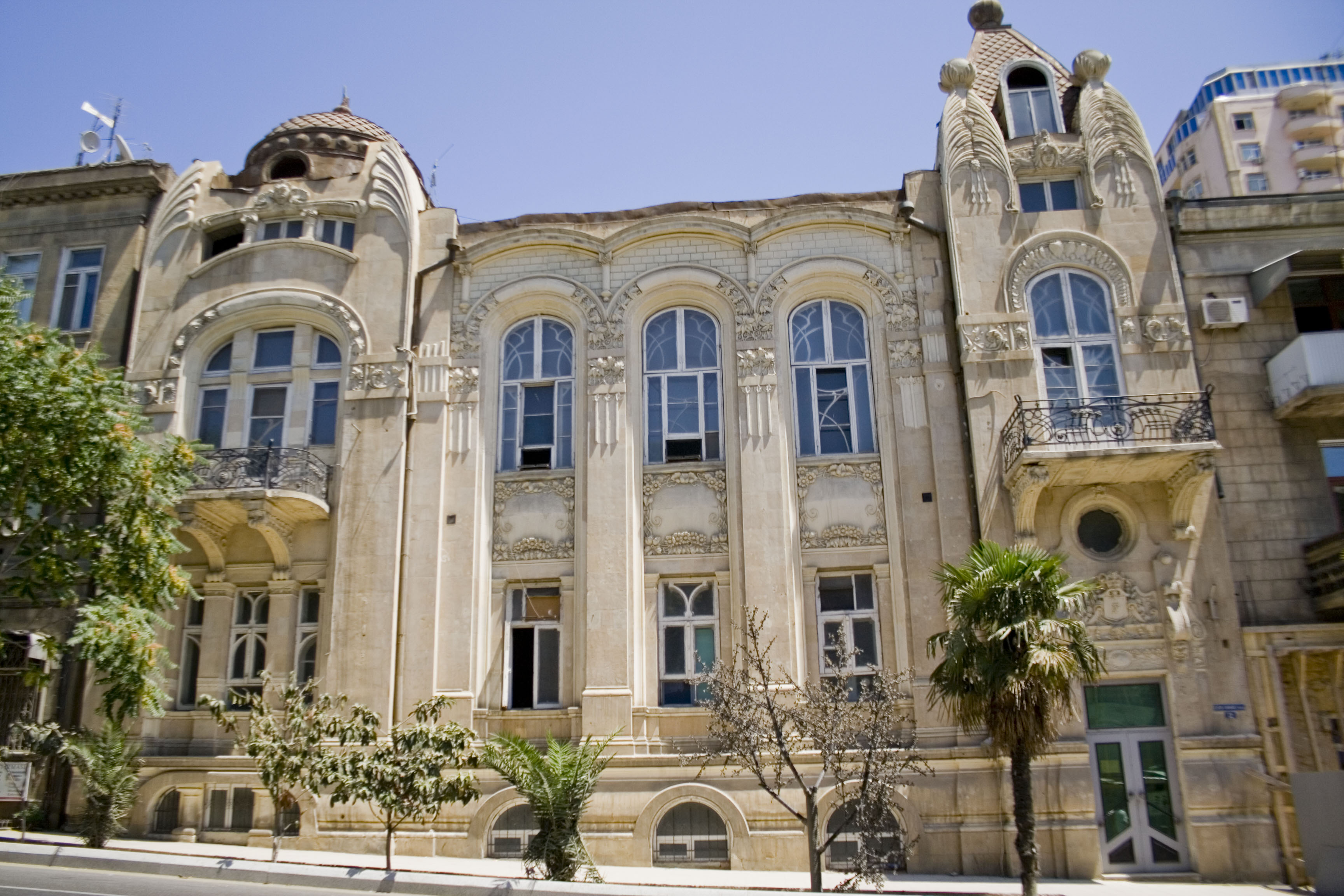
Будівля на вулиці Джафара Джаббарли
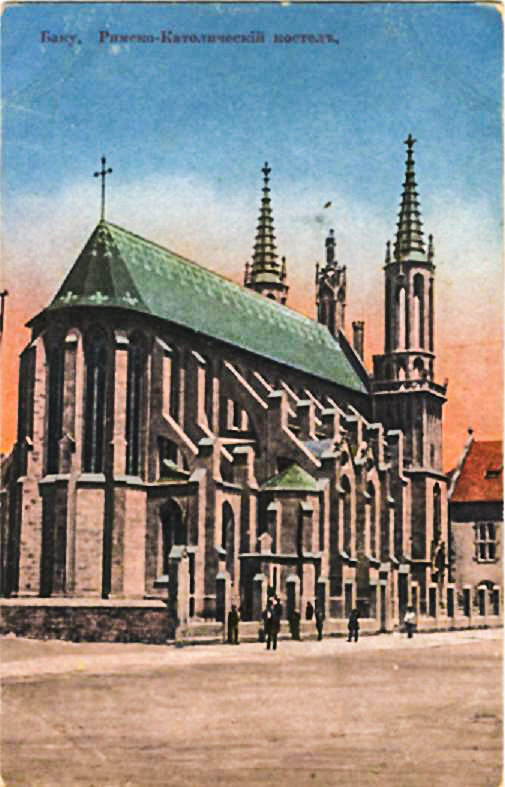
Будівля храму Пресвятої Діви Марії, побудована у 1912 році
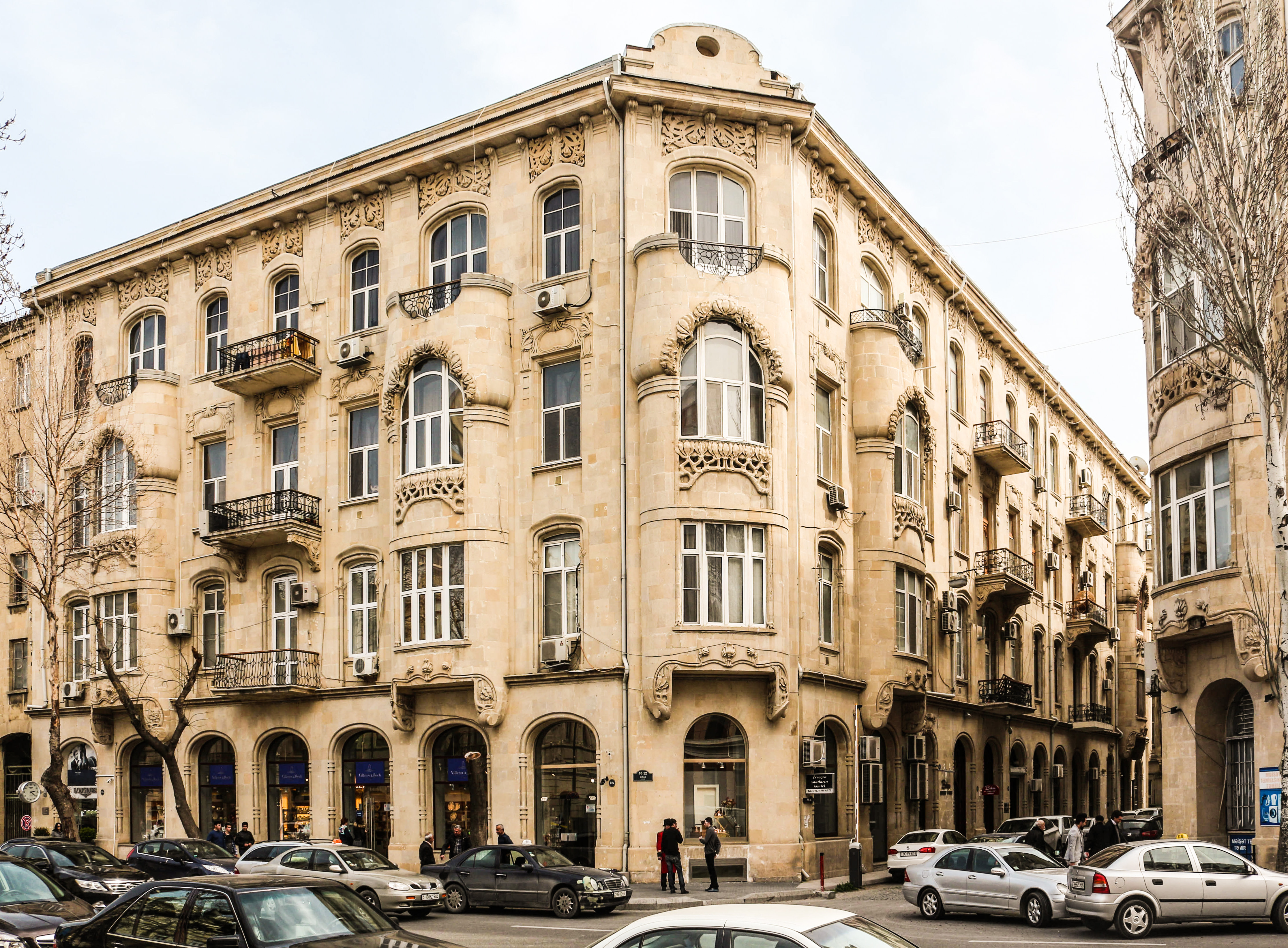
«Нагієвський» будинок на вулиці Нізамі
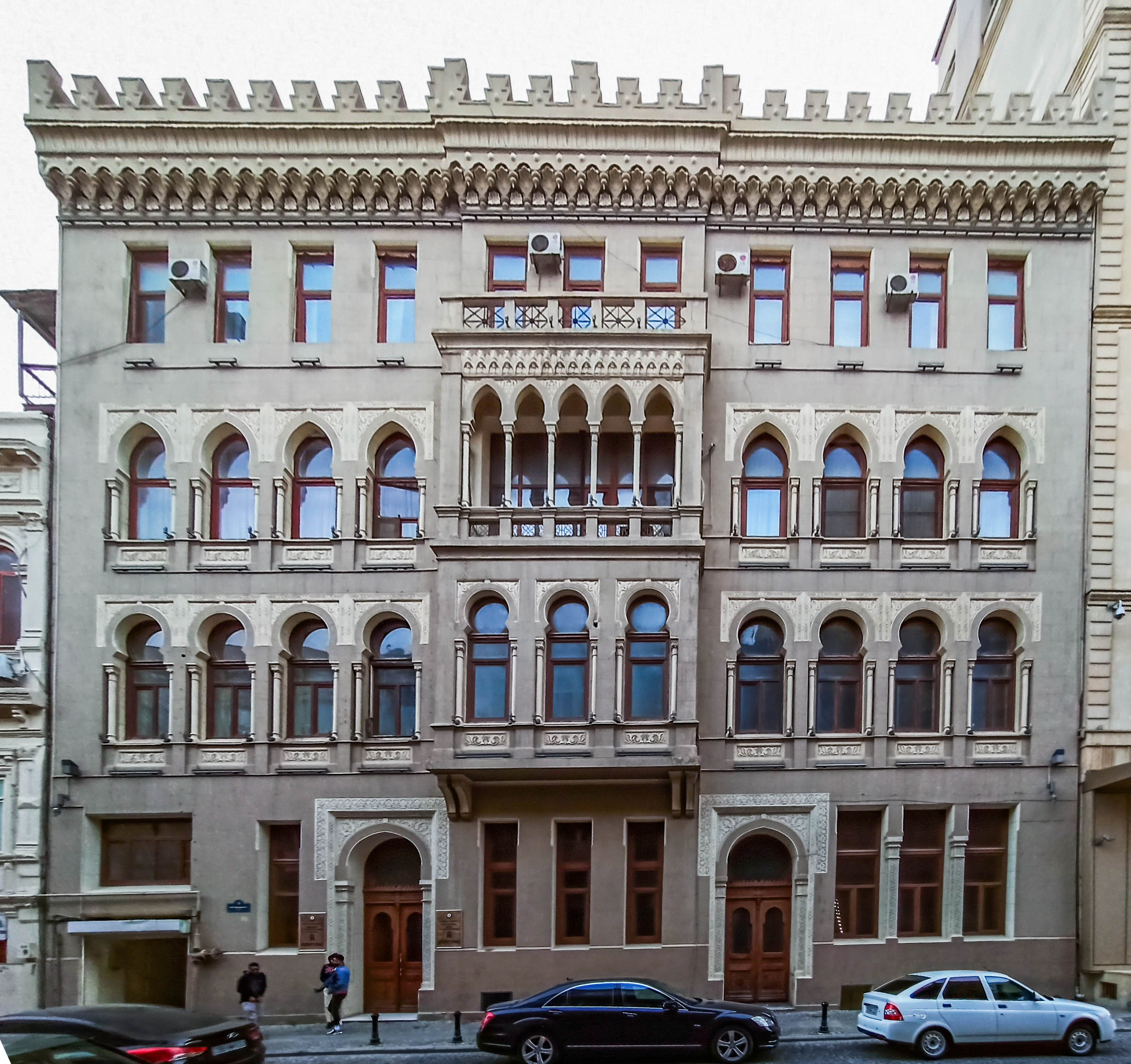
Будинок братів Рильських на вулиці Юсифа Мамедалієва, побудована у 1912 році
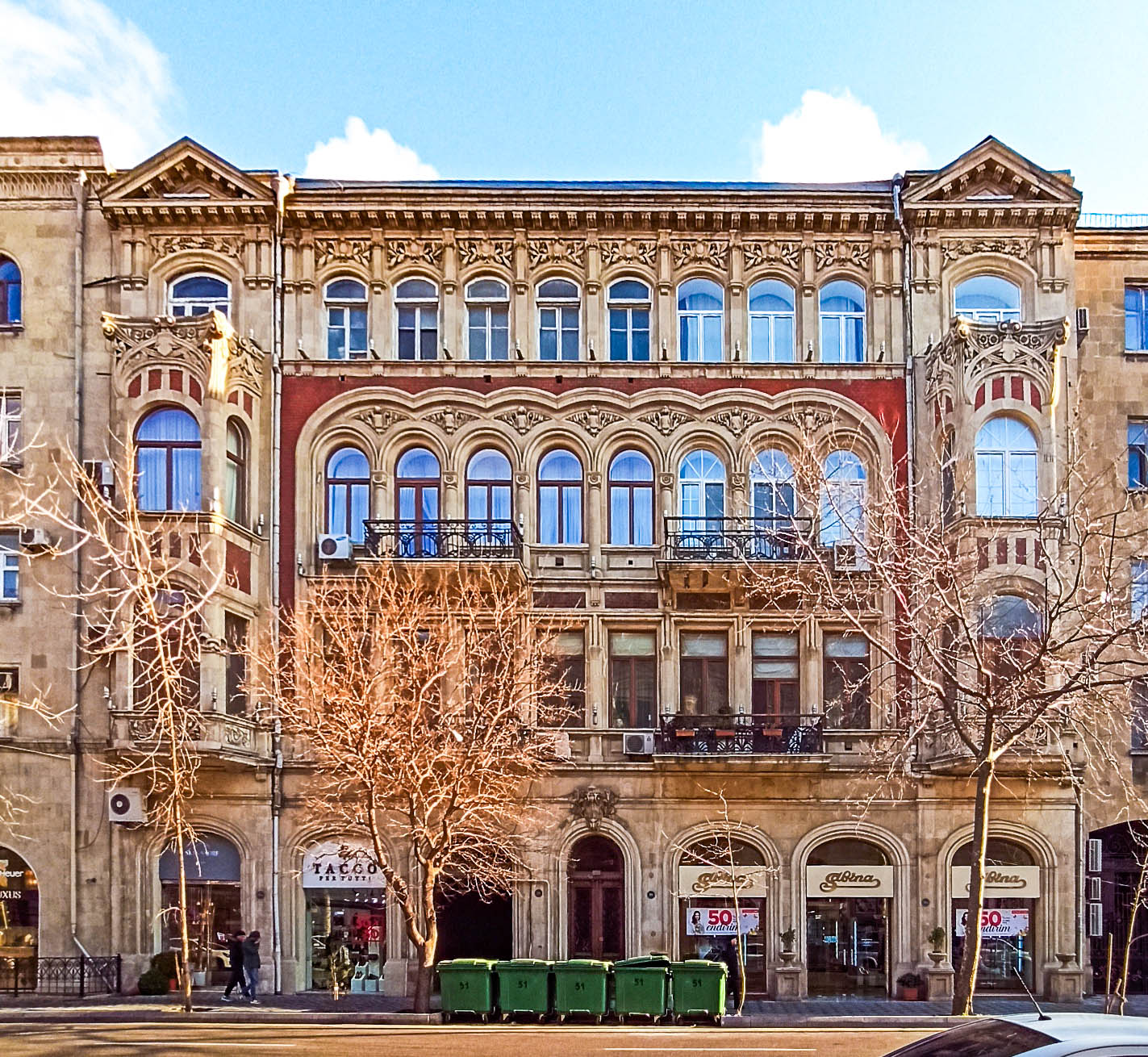
Будівля на вулиці 28 Травня, збудована у 1908-1910 роках
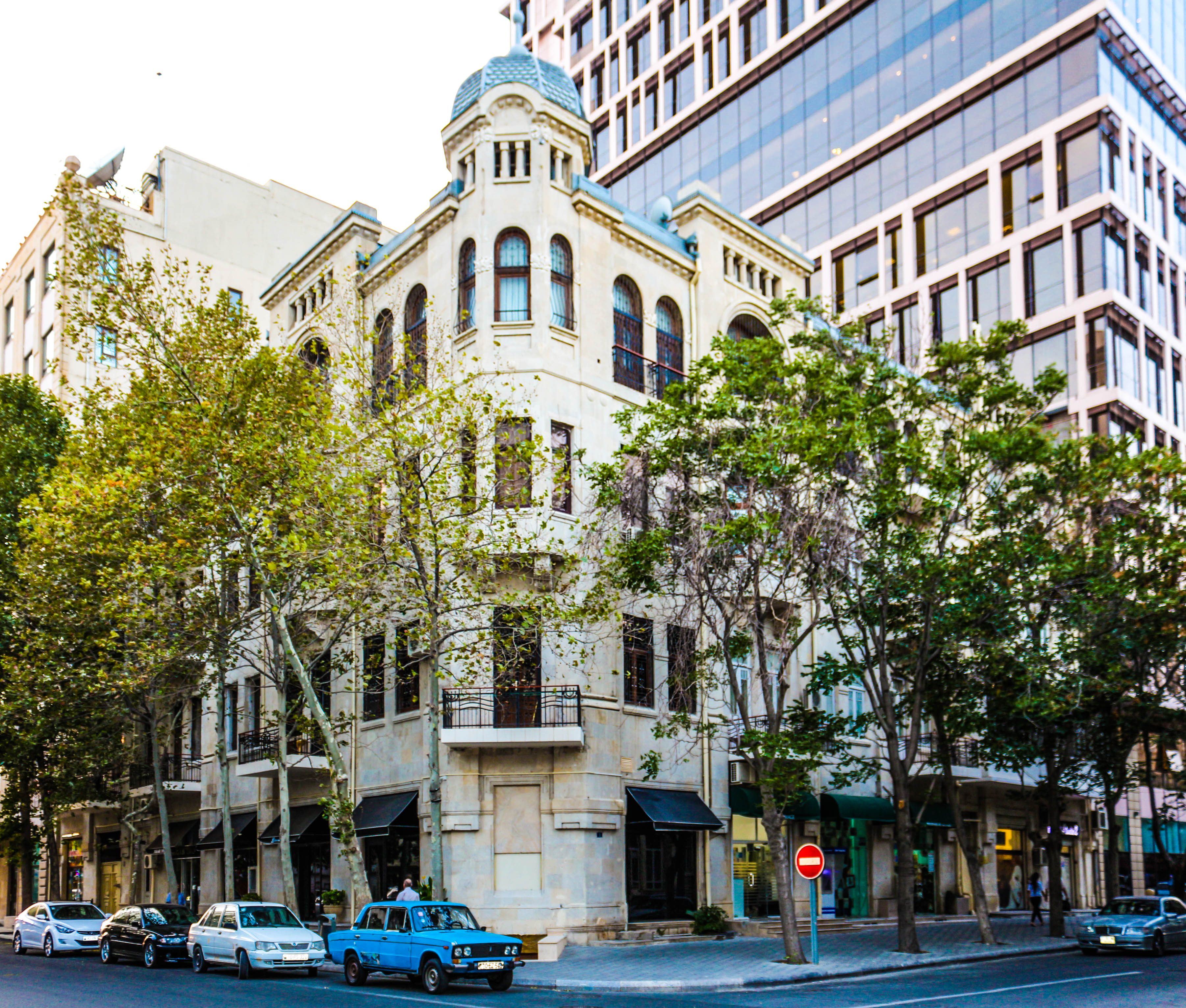
Будівля на вулиці Хагані, побудована у 1912 році
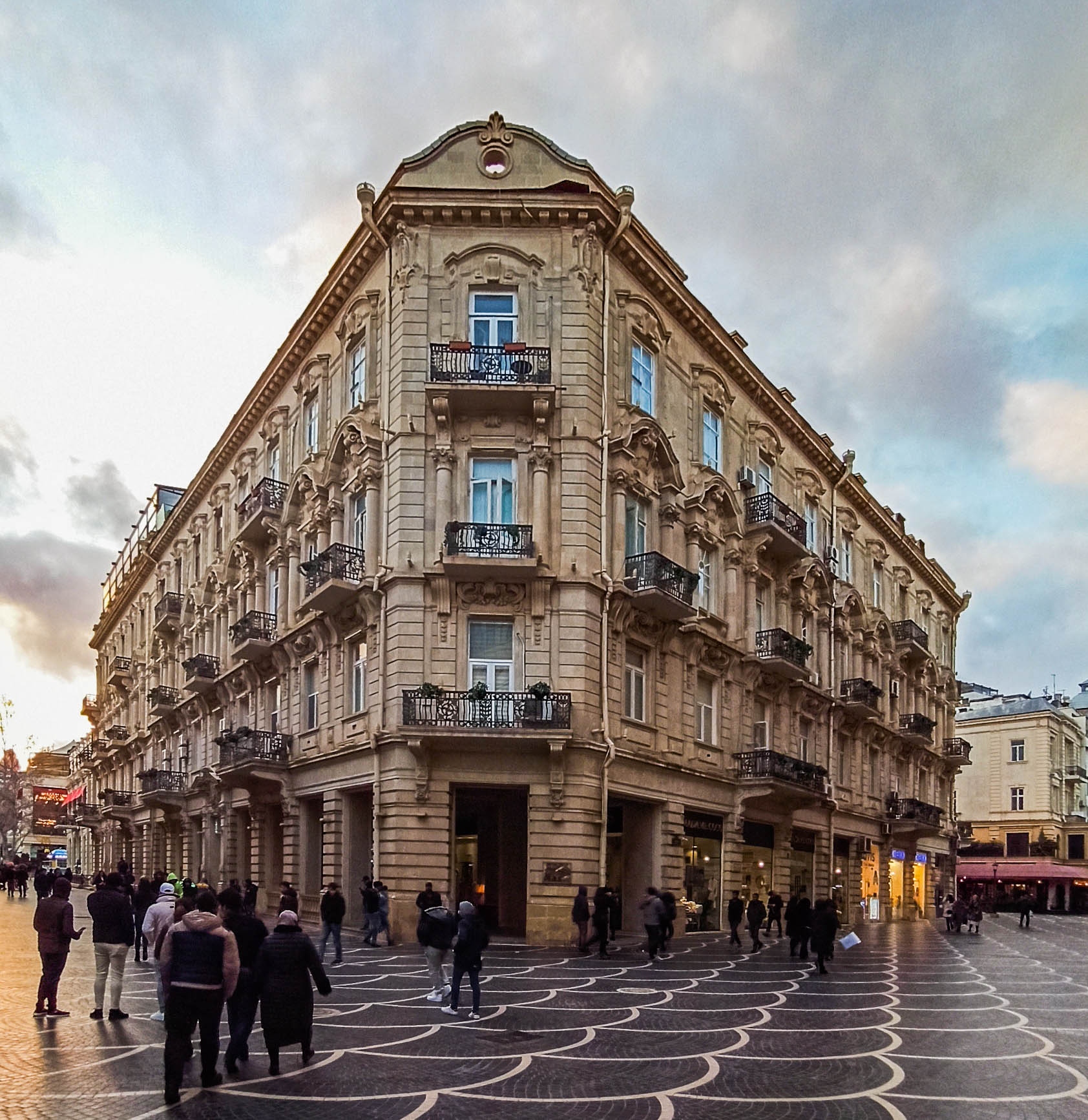
Будівля на вулиці Нігяр Рафібейлі, збудована у 1909-1910 роках

### Останні роки життя
Після Жовтневої революції Плошко залишився в Баку, працював інженером і разом із іншим відомим архітектором свого часу, Зівер беком Ахмедбековим, брав участь в обговоренні проєкту міст-агломератів Баку на Абшеронському півострові. В 1925 році, після майже тридцяти років, прожитих на Закавказзі, він поїхав до Варшави, а потім у Францію.

## Пам'ять
У 2019 році на одній з будівель на вулиці Польських архітекторів у Баку була встановлена меморіальна дошка, присвячена Плошко та іншим архітекторам польського походження.